# The Dead Milkmen
A The Dead Milkmen amerikai punk együttes. Dalaikra jellemző a humor és a szatirikus szövegek.

## Története
1983-ban alakultak Pennsylvaniában.  Alapító tagjai: Rodney Linderman (Rodney Anonymous) - ének, billentyűk, Joe Genaro (Joe Jack Talcum) - ének, gitár, Dave Schulthise (Dave Blood) - basszusgitár, Dean Sabatino (Dean Clean) - dob. Első nagylemezüket 1985-ben adták ki. Ezzel a lemezzel és a rajta szereplő "Bitchin' Camaro" című számmal kultikus népszerűséget értek el. A punk rockon kívül még az indie rock, comedy rock és cowpunk műfajokban is játszanak. Az együttes különlegességét azzal érte el, hogy a legtöbb punkegyüttestől eltérően humoros és könnyed szövegeket írtak.

## Tagok
- Joseph Genaro - billentyűk, ének, gitár (1983-1995, 2004, 2008-)
- Rodney Linderman - ének, billentyűk, síp (1983-1995, 2004, 2008-)
- Dean Sabatino - dob, ütős hangszerek, ének (1983-1995, 2004, 2008-)
- Dan Stevens - basszusgitár (2004, 2008-)

Korábbi tagok
- Dave Schulthise - basszusgitár, ének (1983-1995, 2004-ben elhunyt)

## Diszkográfia
Stúdióalbumok
- Big Lizard in My Backyard (1985)
- Eat Your Paisley! (1986)
- Bucky Fellini (1987)
- Beelzebubba (1988)
- Metaphysical Rotation (1990)
- Soul Graffiti (1992)
- Not Richard, but Dick (1993)
- Stoney's Extra Stout (Pig) (1995)
- The King in Yellow (2011)
- Pretty Music for Pretty People (2014)

Koncertalbumok
- Chaos Rules - Live at the Trocadero (1994)

Válogatáslemezek
- Now We Are 10 (1993)
- Death Rides a Pale Cow (The Ultimate Collection) (1997)
- Cream of the Crop (1998)
- Now We Are 20 (2003)
- The Dead Milkmen Present: Philadelphia in Love DVD (2003)